# Satz von Nagell-Lutz
Der Satz von Nagell-Lutz (nach Trygve Nagell und Élisabeth Lutz) ist ein mathematischer Satz aus dem Gebiet der algebraischen Geometrie. Er macht Aussagen über die Torsionspunkte (Punkte endlicher Ordnung bezüglich des Additionsgesetzes) rationaler Punkte auf elliptischen Kurven. 

## Aussage
Sei {\displaystyle E} eine über den rationalen Zahlen definierte elliptische Kurve und {\displaystyle E(\mathbb {Q} )} ihre Mordell-Weil-Gruppe, d. h. die Gruppe ihrer rationalen Punkte. 
Dann haben Torsionspunkte von {\displaystyle E(\mathbb {Q} )} ganzzahlige Koordinaten {\displaystyle (x,y)}, und es gilt entweder {\displaystyle y=0} (der Punkt hat dann Ordnung 2) oder {\displaystyle y} (und dann auch {\displaystyle y^{2}}) teilt die Diskriminante {\displaystyle D} der elliptischen Kurve.

## Verallgemeinerungen
Der Satz von Nagell-Lutz kann auf beliebige Zahlkörper und allgemeinere kubische Gleichungen verallgemeinert werden. Für Kurven über den rationalen Zahlen besagt die Verallgemeinerung, dass für eine nichtsinguläre kubische Kurve, deren Weierstraß-Form {\displaystyle y^{2}+a_{1}xy+a_{3}y=x^{3}+a_{2}x^{2}+a_{4}x+a_{6}} ganzzahlige Koeffizienten hat, jeder rationale Punkt {\displaystyle P(x,y)} endlicher Ordnung entweder ganze Koordinaten haben muss, oder aber die Ordnung 2 und Koordinaten der Form {\displaystyle x=m/4,y=n/8} für ganzzahlige {\displaystyle m,n} hat.